# Kylie (album)
Kylie je debitantski glasbeni album avstralske pevke in tekstopiske Kylie Minogue, ki ga je 4. julija 1988 izdala založba PWL. Skupina tekstopiscev Stock, Aitken & Waterman je napisala in producirala osem od desetih pesmi z albuma.
Večji del albuma sestavljajo dance-pop pesmi z vplivom teen popa in bubblegum popa. Album vključuje tudi nekaj balad, kot sta »Je Ne Sais Pas Pourquoi«, »I Miss You« in »It's No Secret«. Najuspešnejše pesmi z albuma so bili predvsem teen pop in bubblegum pop singli, kot sta »I Should Be So Lucky« in »The Loco-Motion«.
Albumu so glasbeni kritiki ob izidu dodelili mešane ocene. Veliko kritikov je pohvalilo že album sam; spletna stran Allmusic je v svoji oceni albuma napisala, da »je že samo produkcija albuma enkratna, spremljajo pa jo še mnogi čudoviti dodatki«. Kakorkoli že, nekaterim kritikom ni bil všeč še en bubblegum pop album in primerjali so ga z Madonninim istoimenskim albumom (1984). Čeprav so albumu kritiki dodelili mešane ocene, je album Kylie postal svetovna uspešnica. Zasedel je prvo mesto na novozelandski, britanski in japonski glasbeni lestvici, trije singli z albuma pa so postali velike avstralske uspešnice. V Severni Ameriki album na Billboardovih lestvicah ni bil tako uspešen in za 500.000 prodanih izvodov je prejel zlato certifikacijo. V Avstraliji so album kasneje ponovno izdali pod naslovom The Kylie Collection; preko tega albuma so izdali tudi nekaj remixov pesmi. Album Kylie je za uspešno prodajo v Veliki Britaniji prejel sedemkratno platinasto certifikacijo, po svetu pa je prodal več kot 5 milijonov izvodov.
Preko albuma Kylie je izšlo šest singlov. Njen debitantski singl, »The Loco-Motion«, je postal svetovna uspešnica in je zasedel prvo mesto na desetih različnih glasbenih lestvicah ter eno izmed prvih desetih mest na dvajsetih različnih lestvicah in do danes ostaja najuspešnejši singl Kylie Minogue. Tudi singl »I Should Be So Lucky« je postal izredno uspešen; zasedel je vrh sedmih različnih lestvic, med drugim tudi avstralske in britanske lestvice, ter osemindvajseto mesto ameriške lestvice Billboard Hot 100.

## Ozadje in snemanje
Leta 1987 je med nogometno-dobrodelnim koncertom Fitzroy so člani igralske zasedbe avstralske telenovele Sosedje zapeli lastno različico pesmi »The Loco-Motion«, kar jim je naročala pogodba z založbo Mushroom Records. Pesem je v Avstraliji izšla kot singl in postal najbolje prodajana avstralska pesem osemdesetih. Zaradi uspeha te pesmi je Kylie Minogue z uslužbencem založbe Mushroom Records, Garyjem Ashleyjem, odpotovala v London, da bi s skupino tekstopiscev Stock, Aitken & Waterman pričela delati na svojem novem albumu. Slednji so o Kylie Minogue vedeli le malo in so na njen prihod pozabili; ko je nanje čakala pred snemalnim studijem, so napisali pesem »I Should Be So Lucky«. Kylie Minogue je pesem posnela v manj kot eni uri in se takoj vrnila v Avstralijo, kjer je nadaljevala s snemanjem telenovele Sosedje. Pesem je postala velika uspešnica in Mike Stock je kmalu zatem odpotoval v Melbourne, kjer se je Kylie Minogue osebno opravičil, ker so pozabili na njihovo prejšnjo snemalno sejo. Takrat jo je tudi prepričal, da se je leta 1988 vrnila v London in so nadaljevali s pisanjem novih pesmi za njen debitantski album.

## Sprejem

### Sprejem kritikov
Album Kylie je s strani glasbenih kritikov ob izidu prejel mešane ocene. Chris True s spletne strani Allmusic je pesmi podelil dve zvezdici in pol od petih in v svoji oceni albuma napisal: »Med produkcijo Kyliejinega debitantskega albuma so se sicer potrudili, a nič ne more bubblegum popa Stocka, Aitkena & Watermana iz poznih osemdesetih narediti kvalitetnega. A Kylie na pesmih pokaže veliko več osebnosti, kot so sposobni njeni tekstopisci.« Napisal je tudi, da bo Kylie Minogue postala pop zvezdnica in »evropska ikona«. Novinar revije Digital Spy je albumu dodelil tri zvezdice od petih. Dejal je, da iz albuma najbolj izstopa pesem »I Should Be So Lucky«, a je dodal: »Nihče ne more zanikati, da je pesem 'I Should Be So Lucky' prava klasika, a ne vem, če je podoba, kakršno je z njo predstavila pevka, takšna, kakršno si želi ona sama.« V zaključku je napisal še: »Natančna produkcija skupine S.A.W. je Kylie sicer prisilila v to, da se je za naslovno fotografijo postrigla tako, da njena frizura izgleda kot štruca kruha, a avstralska pop pevka na albumu še vseeno pokaže dobro mero svoje osebnosti in s svojim čarom je z enim samim albumom zavladala osemdesetim.«

### Dosežki na lestvicah
Album Kylie je 10. julija 1988 debitiral na drugem mestu britanske glasbene lestvice in čez štiri tedne, 21. avgusta 1988, zasedel vrh lestvice. Tam je ostal naslednja dva tedna in 5. januarja 1989 je prejel šestkratno platinasto certifikacijo za uspešno prodajo v Veliki Britaniji. V letu 1988 je v Veliki Britaniji prodal 1,8 milijonov izvodov (nazadnje je album prodal 2.105.698 izvodov) in postal najbolje prodajan album tistega leta. Album Kylie je postal prvi album samostojne tuje ženske glasbenice, ki je v Veliki Britaniji prodal več kot 2 milijona izvodov in je oseminpetdeseti najbolje prodajan album vseh časov. Na avstralski lestvici je album debitiral na drugem mestu in kmalu po izidu prejel dvakratno platinasto certifikacijo. Album je zasedel eno izmed prvih desetih mest nemške, norveške in švicarske lestvice, na Švedskem pa je prodal 143.627 izvodov. Album Kylie je ob izidu zasedel triinpetdeseto mesto lestvice Billboard 200. Leta 1989 je album za uspešno prodajo prejel zlato certifikacijo v Združenih državah Amerike in platinasto certifikacijo v Kanadi. Trenutno album Kylie velja za najuspešnejši album Kylie Minogue na Novi Zelandiji, kjer je album debitiral na vrhu lestvice in tam ostal triinpetdeseto mesto.

## Singli
Pesem »Locomotion« je več tednov preživela na vrhu avstralske glasbene lestvice in je najbolje prodajan singl v Avstraliji osemdesetih let. Ta različica pesmi »Locomotion« je bila ob izidu pogosto predvajana na evropskem kanalu VH-1. Kakorkoli že, pesem je v Avstraliji izšla že zgodaj leta 1988, ne kot del albuma Kylie. Prvi singl z albuma je bila pesem »I Should Be So Lucky«, katere besedilo je napisal Mike Stock. Verjel je namreč, da čeprav je Kylie Minogue zvezdnica telenovele in zelo nadarjena, mora imeti tudi nekaj težav in menil je, da je nesrečna v ljubezni. Pesem je postala velika uspešnica, predvsem v Avstraliji in Veliki Britaniji. Drugi singl z albuma, pesem »Got to Be Certain«, je zasedel vrh avstralske glasbene lestvice in dosegel precej moderatnega uspeha tudi drugod po svetu; na britanski glasbeni lestvici je tri tedne ostal na vrhu, na nemški in švicarski lestvici pa se je uvrstil med prvih deset pesmi. Aprila 1988 Kylie Minogue je pesem »Locomotion« ponovno posnela in jo preimernovala v »The Loco-Motion«. Pesem je izšla kot tretji singl z albuma in postal njen najuspešnejši singl v Veliki Britaniji. V Severni Ameriki je pesem zasedla prvo mesto na kanadski glasbeni lestvici in tretje mesto na lestvici Billboard Hot 100. Pesem »Je Ne Sais Pas Pourquoi«, četrti singl z albuma, je zasedla drugo mesto na britanski lestvici. Pesem »It's No Secret« je v Avstraliji, Severni Ameriki in na Japonske izšla kot peti singl z albuma, pesem »Turn It into Love« pa je izšla ekskluzivno na Japonskem, kjer je deset tednov ostala na vrhu tamkajšnje lestvice, čeprav je niso promovirali ali izdali njenega videospota.

## Seznam pesmi
Vse pesmi z albuma so napisali in producirali Mike Stock, Matt Aitken in Pete Waterman, z izjemo pesmi »The Loco-Motion«, ki sta jo napisala Gerry Goffin in Carole King.
| Št. | Naslov                                                                               | Dolžina |
| --- | ------------------------------------------------------------------------------------ | ------- |
| 1.  | „I Should Be So Lucky‟                                                               | 3:28    |
| 2.  | „The Loco-Motion‟                                                                    | 3:17    |
| 3.  | „Je Ne Sais Pas Pourquoi‟                                                            | 4:03    |
| 4.  | „It's No Secret‟                                                                     | 4:01    |
| 5.  | „Got to Be Certain‟                                                                  | 3:21    |
| 6.  | „Turn It into Love‟                                                                  | 3:39    |
| 7.  | „I Miss You‟                                                                         | 3:18    |
| 8.  | „I'll Still Be Loving You‟                                                           | 3:52    |
| 9.  | „Look My Way‟                                                                        | 3:39    |
| 10. | „Love at First Sight‟ (Ni povezana z istoimensko pesmijo Kylie Minogue iz leta 2001) | 3:11    |

## Ostali ustvarjalci
- Kylie Minogue – glavni vokali, spremljevalni vokali

Ostalo
- Dee Lewis – spremljevalni vokali
- Mae McKenna – spremljevalni vokali
- Suzanne Rhatigan – spremljevalni vokali
- Matt Aitken – produkcija, urejanje, sintetizator, kitara
- Mike Stock – produkcija, urejanje, spremljevalni vokali, sintetizator
- Pete Waterman – produkcija, urejanje
- George DeAngelis – sintetizator
- Neil Palmer – sintetizator
- A. Linn – bobni
- Jason Barron – inženir
- Peter Day – inženir
- Stewart Day – inženir
- Karen Hewitt – inženir
- Jonathan King – inženir
- Mark McGuire – inženir
- Yoyo – inženir
- Peter Hammond – mešanje
- Jay Willis – audio urejanje
- Lawrence Lawry – fotografija
- David Howells – modno oblikovanje
- Lino Carbosiero – frizer

Vir:

## Formati
| Format                        | Država                  | Število   | Založba          |
| ----------------------------- | ----------------------- | --------- | ---------------- |
| Avstralska gramofonska plošča | Avstralija              | TVL-93277 | Mushroom Records |
| Britanski CD                  | Velika Britanija        | HFCD3     | PWL              |
| Ameriška različica            | Združene države Amerike | GHS24195  | Geffen Records   |
| Japonska različica            | Japonska                | 32XB-280  | Alfa Records     |
| Japonska gramofonska plošča   | Japonska                | ALI-28109 | Alfa Records     |
| Korejska gramofonska plošča   | Koreja                  | SWPR-001  | PWL              |

## Prodaja in certifikacije
| Država                  | Organizacija   | Certifikacija | Prodaja    |
| ----------------------- | -------------- | ------------- | ---------- |
| Avstralija              | ARIA           | 6× platinasta | 420.000+   |
| Francija                | SNEP           | Platinasta    | 300.000+   |
| Finska                  | IFPI - Finska  | Zlata         | 25.000     |
| Nemčija                 | IFPI - Nemčija | Zlata         | 250.000+   |
| Švica                   | IFPI           | Platinasta    | 50.000+    |
| Velika Britanija        | BPI            | 6× platinasta | 2.100.000+ |
| Združene države Amerike | RIAA           | Zlata         | 500.000+   |

## Dosežki

### Dosežki
| Lestvica (1988)                         | Dosežek |
| --------------------------------------- | ------- |
| Avstralija (ARIA)                       | 2       |
| Avstrija (Ö3 Austria Top 40)            | 15      |
| Nemčija (Media Control Charts)          | 8       |
| Japonska (Oricon)                       | 30      |
| Norveška (VG-lista)                     | 10      |
| Nova Zelandija (RIANZ)                  | 1       |
| Švedska (Sverigetopplistan)             | 22      |
| Švica (Swiss Albums Chart)              | 7       |
| Združeno kraljestvo (UK Albums Chart)   | 1       |
| Združene države Amerike (Billboard 200) | 53      |

| Leto | Država                             | Dosežek |
| ---- | ---------------------------------- | ------- |
| 1988 | Avstralija (ARIA)                  | 17      |
| 1988 | Velika Britanija (UK Albums Chart) | 1       |

### Ostali pomembnejši dosežki
| Predhodnik: Now That's What I Call Music 12 od več ustvarjalcev Money for Nothing od Dire Straits | Prvo mesto na britanski glasbeni lestvici 27. avgust 1988 – 23. september 1988 19. november 1988 – 2. december 1988 | Naslednik: Hot City Nights od več ustvarjalcev Now That's What I Call Music XIII od več ustvarjalcev |